# Hilltops Council
Koordinaten: 34° 25′ S, 148° 34′ O

Das Hilltops Council ist ein lokales Verwaltungsgebiet (LGA) im australischen Bundesstaat New South Wales. Das Gebiet ist 7.141 km² groß und hat etwa 19.000 Einwohner.
Hilltops Council liegt in der South-Eastern-Region des Staates etwa 270 km westlich von Sydney und 130 km nordwestlich der australischen Hauptstadt Canberra. Das Gebiet umfasst 42 Ortsteile und Ortschaften: Barwang, Beggan Beggan, Bendick Murrell, Berremangra, Berthong, Boorowa, Bulla Creek, Burrangong, Cooneys Creek, Crowther, Cunningar, Frogmore, Galong, Godfreys Creek, Harden Hovels Creek, Jugiong, Kikiamah, Maimuru, McMahons Reef, Memagong, Monteagle, Mount Collins, Murringo, Murrumburrah, Nubba, Reids Flat, Rugby, Rye Park, Taylors Flat, Thuddungra, Tubbul, Weedallion, Wirrimah, Wombat und Young sowie Teile von Bribbaree, Koorawatha, Milvale, Morangarell und Wyangala. Der Verwaltungssitz des Councils befindet sich in der Stadt Young in der Westhälfte der LGA, wo etwa 7.700 Einwohner leben.
Das Hilltops Council entstand am 12. Mai 2016 durch den Zusammenschluss von Boorowa Council, Harden Shire und Young Shire.

## Verwaltung
Das Verwaltungsgremium, das wie die LGA Hilltops Council heißt, hat elf Mitglieder. Sie werden von allen Bewohnern der LGA gewählt. Das Gebiet ist nicht in Bezirke untergliedert. Aus dem Kreis der Councillor rekrutiert sich auch der Mayor (Bürgermeister) des Councils.